# Elaphoglossum glaucum
Elaphoglossum glaucum är en träjonväxtart som beskrevs av Thomas Moore. Elaphoglossum glaucum ingår i släktet Elaphoglossum och familjen Dryopteridaceae. Inga underarter finns listade.